# پرواز (فیلم ۲۰۰۹)
پرواز ([Flight (2009 film)] Error: {{Lang-xx}}: متن دارای نشانه‌گذاری ایتالیک است (راهنما)) فیلمی در ژانر درام است که در سال ۲۰۰۹ منتشر شد. از بازیگران آن می‌توان به کیم بوم و بائه سو بین اشاره کرد.